# Anna Veng Kristensen
Anna Vinther Veng Kristensen (født 1. januar  2000 i Skanderborg) er en dansk håndboldspiller som er målvogter for Skanderborg Håndbold i Damehåndboldligaen. Hun har tidligere spillet for Randers HK, Vendsyssel Håndbold og SHEA (Skanderborg Håndbold Elite Akademi).
Hun har optrådt for både det danske U/17- og U/19-landshold og deltog også ved European Youth Olympic Festival i 2017 i Győr, hvor Danmark vandt bronze i håndbold.
I janaur 2021 forlængede hun kontrakt med Skanderborg Håndbold, efter at have spillet en enkelt sæson i Vendsyssel Håndbold i 1. division.